# Sutton Hoo

Mappa del sito e distribuzione dei tumuli individuati.

Sutton Hoo, nei pressi di Woodbridge (Suffolk, Regno Unito), è il sito di due cimiteri anglosassoni del VI e VII secolo, uno dei quali conteneva una nave funeraria completa di un gran numero di artefatti di elevato significato archeologico e artistico.
Il ritrovamento di Sutton Hoo è di primaria importanza per gli storici del periodo alto-medioevale inglese, in quanto getta luce su un periodo della storia britannica a lungo posto al confine tra mito, leggenda e storia. L'utilizzo del sito ebbe il suo culmine all'epoca in cui il sovrano Redwald dell'Anglia orientale deteneva il predominio sugli inglesi e giocava un ruolo dinamico e ambiguo nell'avvento del Cristianesimo in Inghilterra. È anche importante per la comprensione del regno anglosassone dell'Anglia orientale e, in prospettiva maggiore, di tutto il periodo.

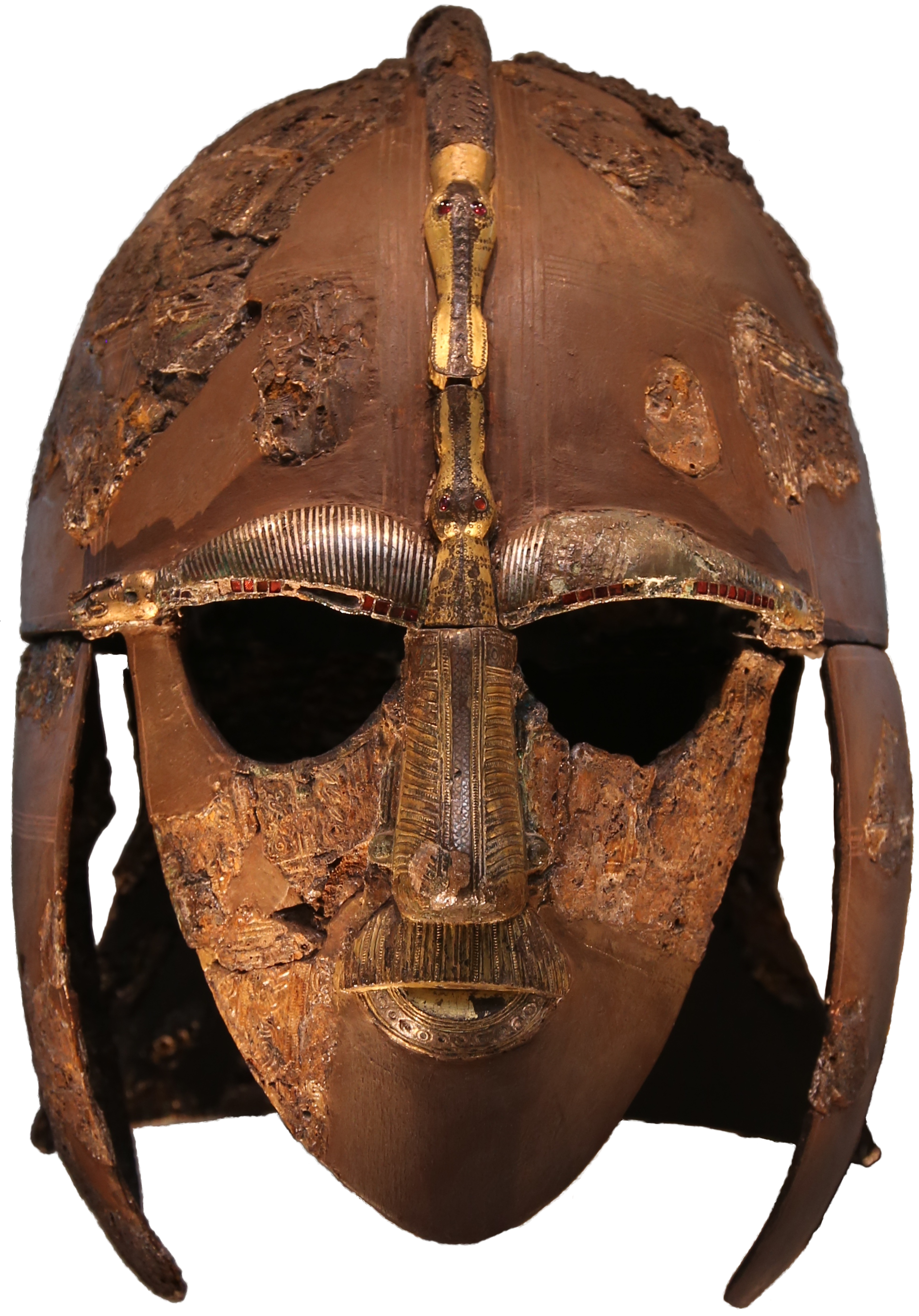
Elmo di Sutton Hoo, restaurato, ora al British Museum. Sebbene sia basato su elmi del tipo spangenhelm, i suoi prototipi sono gli elmi dell'Era di Vendel della Svezia orientale.

La nave funeraria, probabilmente risalente all'inizio del VII secolo e recuperata nel 1939, è uno dei principali ritrovamenti archeologici in Inghilterra, per le sue dimensioni e per la sua completezza, per la sua importanza come per la qualità e bellezza delle sue suppellettili, e in quanto testimonianza di quel genere di rituale di sepoltura.
Sebbene la nave funeraria sia il polo d'attrazione dell'attenzione dei turisti, i due cimiteri separati, con le rispettive posizioni rispetto all'estuario del fiume Deben, del Mare del Nord e di altri siti nelle immediate vicinanze, hanno ricchi significati storici.

## Sito

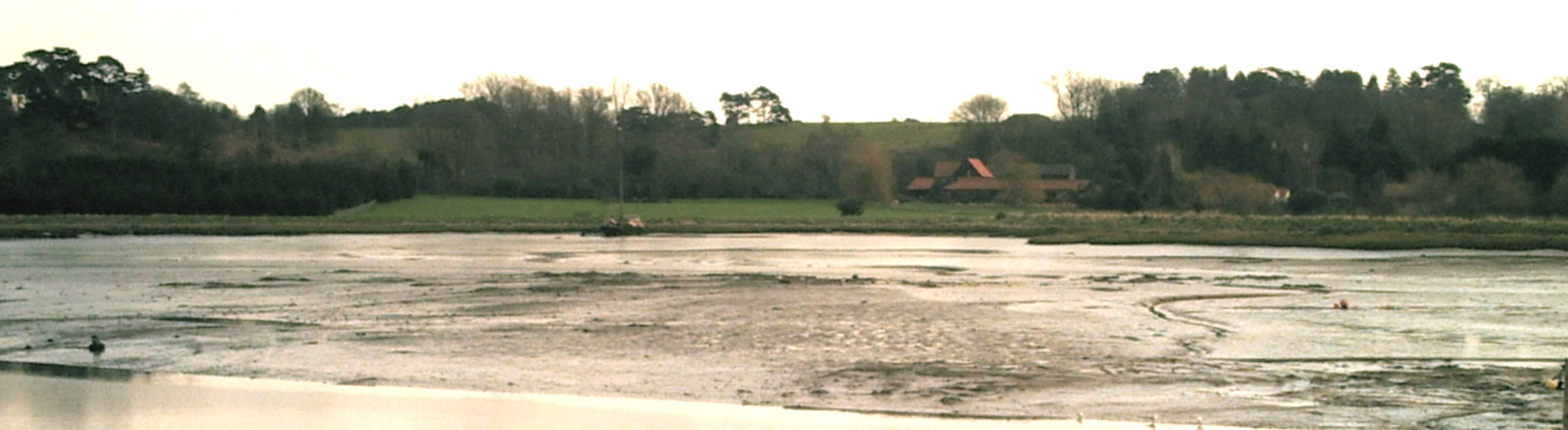
Sutton Hoo visto dal Deben (il tumulo 2 è visibile all'orizzonte sopra la fattoria).

Sutton Hoo è un'area sulla sponda orientale del fiume Deben, al di là della baia di Woodbridge. La parola "hoo" significa "sperone di una collina". A circa 11 km dal mare, l'area dà sulle acque interne dell'estuario, soggette a maree, un po' più sotto del guado meno profondo.
Dei due cimiteri, uno, il "Sutton Hoo cemetery", era sempre stato noto, in quanto consiste di una ventina di tumuli funerari che si innalzano appena al di sopra dello sperone della collina, quando osservata dalla riva opposta. L'altro, detto il cimitero "nuovo", è posto su un secondo sperone, vicino alla moderna Exhibition Hall, circa 500 m a monte del primo, e fu scoperto e parzialmente esplorato nel 2000, durante i preparativi per la costruzione della Hall; anche il nuovo cimitero aveva in origine dei tumuli, ma questi erano stati cancellati da lungo tempo a causa dei lavori agricoli nella zona.

## Scoperta
Edith May Pretty viveva a Sutton Hoo House ed era la proprietaria del terreno all'epoca della scoperta, dopo esservisi trasferita nel 1926 assieme al marito. Nel 1900 un anziano residente di Woodbridge aveva parlato di "oro segreto" nei tumuli di Sutton Hoo, e il nipote della signora Pretty, un rabdomante, trovò ripetutamente segnali di oro sepolto da quello che oggi si sa essere il tumulo della nave funeraria. Pretty si interessò allo spiritismo e fu incoraggiata da amici che affermavano di vedere delle figure sui tumuli.
Attraverso l'Ipswich Museum Pretty nel 1938 ottenne l'aiuto di Basil Brown, un piccolo proprietario terriero del Suffolk andato in fallimento quattro anni prima, il quale si occupava a tempo pieno dell'archeologia dei siti romani per il museo. Pretty portò Brown sul sito e suggerì che iniziasse a scavare il tumulo 1, uno dei più grandi. Poiché il tumulo era stato chiaramente manomesso, dopo essersi consultato con l'Ipswich Museum, Brown decise di scavare invece altri tre tumuli più piccoli, con l'aiuto di tre lavoratori della proprietà. I tre tumuli restituirono tesori interessanti, ma solo in frammenti, in quanto i tumuli erano stati depredati.

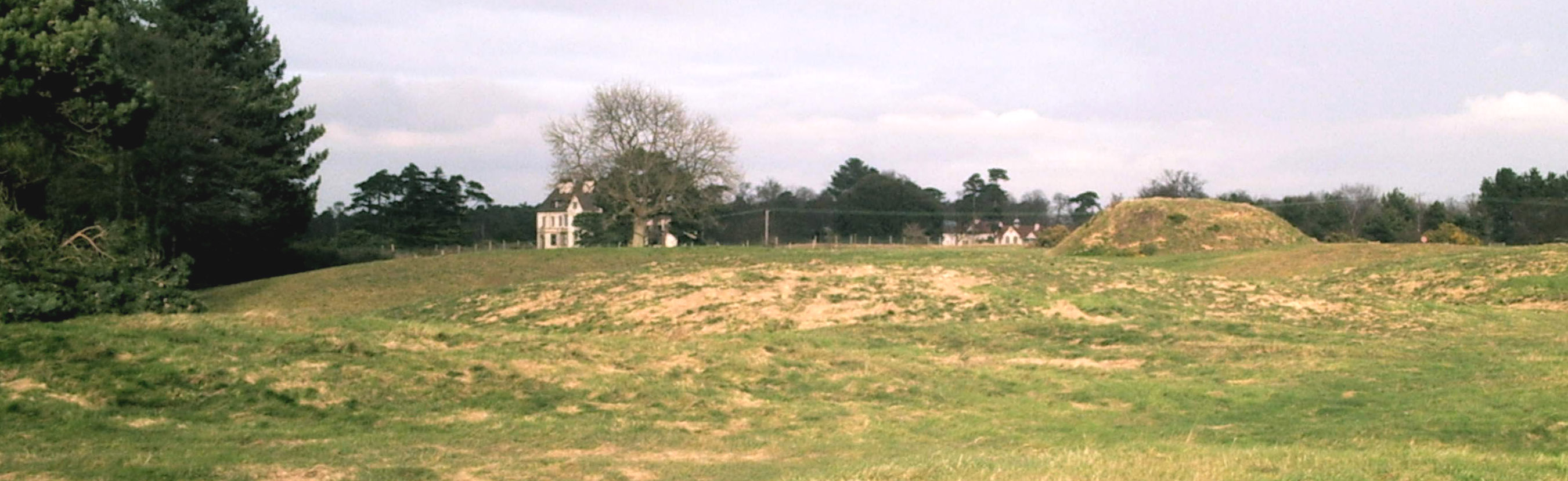
Tumulo 11 (davanti a sinistra), tumulo 10 (primo piano, copre il tumulo 1), tumulo 2 (a metà) e la Sutton Hoo House, rimessa delle carrozze e stalle; ripresa verso nord.

La signora Pretty voleva ancora che fosse effettuato uno scavo completo del tumulo 1 e, nel maggio 1939, Brown iniziò il lavoro con l'aiuto dello stalliere e del giardiniere. Scavando una trincea a partire dal lato orientale scoprì presto dei rivetti navali ancora in loco, e le dimensioni colossali della scoperta iniziarono a divenire chiare. Dopo settimane in cui rimosse pazientemente la terra dallo scafo della nave, raggiunse la camera sepolcrale e si accorse che non era stata violata; si trovava esattamente sotto il punto in cui la signora Pretty gli aveva detto di scavare un anno prima.
Nel giugno 1939, Charles Phillips dell'Università di Cambridge, sentite voci sul ritrovamento di una nave (quella del 1938), visitò l'Ipswich Museum e fu portato da Maynard, il curatore, sul sito. Colpito da ciò che vide, in poco tempo Phillips, dopo un accordo con l'Ipswich Museum, con il British Museum, con lo Science Museum e con l'Office of Works iniziò gli scavi della camera funeraria. Assemblò un gruppo di esperti, tra cui W.F. Grimes e O.G.S. Crawford (Ordnance Survey), Stuart e Peggy Piggot e altri. Basil Brown continuò a pulire la nave. La signora Pretty mandò Brown a un incontro di spiritualisti a Woodbridge, dove il medium ebbe una sensazione sulla sua scoperta.
La necessità di mantenere il segreto e vari interessi legali sul ritrovamento portarono al confronto tra Phillips e l'Ipswich Museum. Il presidente onorario del museo, Reid Moir, aveva fondato la Prehistoric Society of East Anglia nel 1908 e il curatore, Maynard, era suo segretario dal 1921. Nel 1935-36, Charles Phillips e il suo amico Grahame Clark avevano preso il controllo della Society e Maynard aveva iniziato a occuparsi dello sviluppo del lavoro di Brown per il Museum. Phillips, ostile nei confronti di Moir, era ora ricomparso ed estromise deliberatamente Moir e Maynard dalla nuova scoperta.
L'intero scavo passò in secondo piano nell'imminenza della guerra contro la Germania. I ritrovamenti, impacchettati e inviati a Londra, furono riportati indietro per un'inchiesta che si tenne in autunno nel municipio di Sutton, dove fu deciso che, poiché i valori erano stati seppelliti senza l'intenzione di recuperarli, erano di proprietà della proprietaria del terreno, la signora Pretty. Pretty decise di donare il tesoro all'intera nazione, cosicché il significato del ritrovamento e la sua emozione fossero condivisi da tutti.
Stranamente Sutton Hoo era rimasto per lo più intatto, non toccato dai cercatori di tesoro sin dalla sepoltura. In epoca medioevale il sito era stato diviso in campi mediante fossi di confine; uno dei fossati tagliò il lato occidentale del tumulo 1, dandogli un aspetto pendente. Un pozzo del XVI secolo era stato scavato in quello che sembrava il centro, mancando quindi il vero centro e il deposito sepolcrale per un piccolo margine.

## Cimitero

### Storia degli scavi

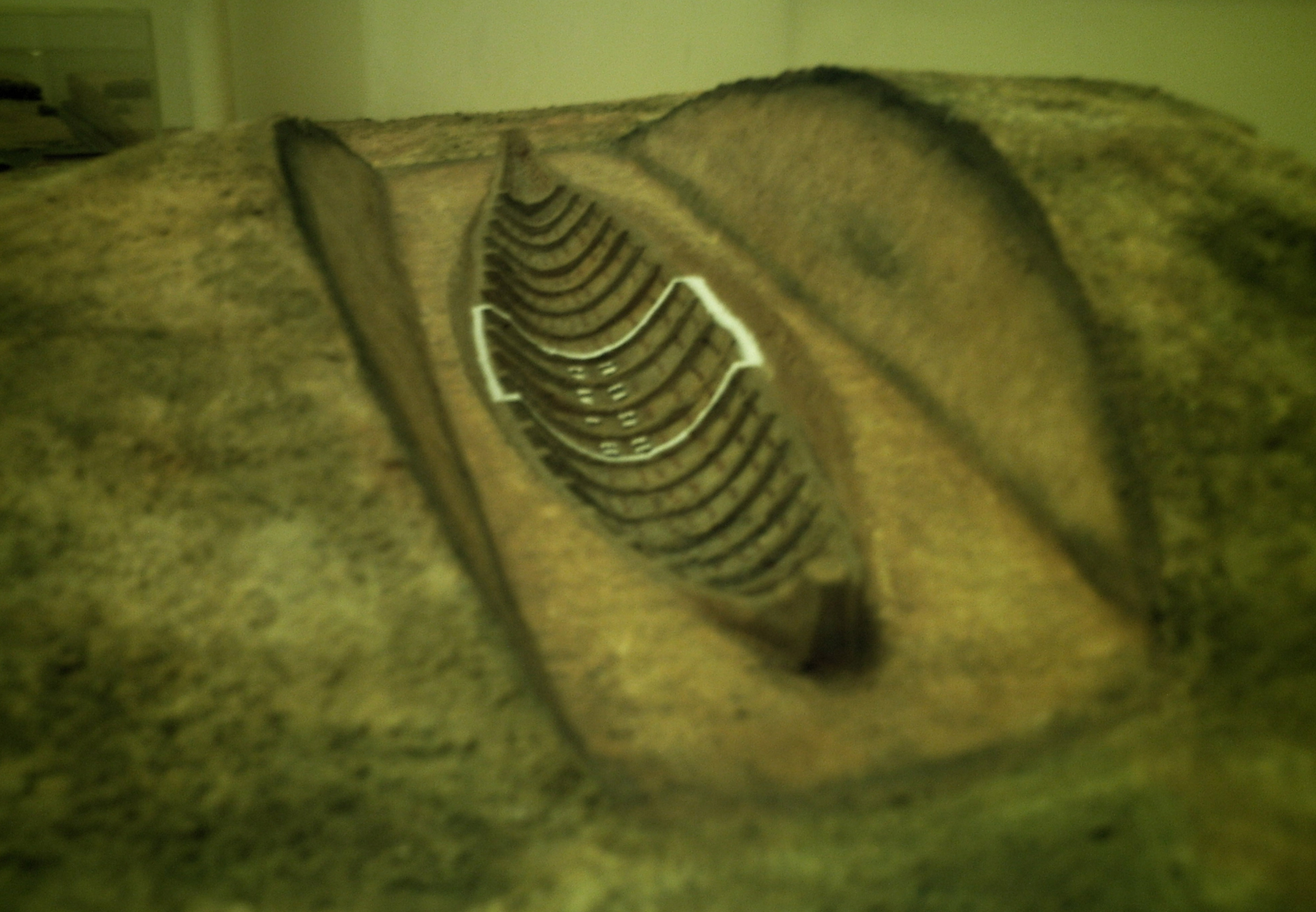
Modello del ritrovamento del 1939 (l'area della camera sepolcrale è evidenziata).

La zona sepolcrale con i tumuli visibile fu oggetto di scavi a partire almeno dal XVI secolo e fu scavata estensivamente nel XIX secolo, senza che fossero stesi resoconti dei ritrovamenti di una qualche utilità. Una testimonianza del 1860 riporta la raccolta di quasi due cesti pieni di bulloni di ferro (probabilmente i rivetti navali) durante un recente scavo in un tumulo e riferisce dell'intenzione di scavare altri tumuli. Durante gli scavi degli anni 1980 si scoprì che alcune sepolture erano state aperte nel XIX secolo e che alcune piccole piattaforme erano state montate lateralmente per permettere di osservare il sito.
Nel 1937 la signora Pretty chiese l'aiuto del curatore dell'Ipswich Museum, che, nel 1938, mandò Basil Brown a lavorare da lei. Brown aprì tre tumuli nella prima stagione di scavi (tumuli 2, 3 e 4), trovando sepolture crematorie saccheggiate in due di essi. Nel tumulo 2 (il maggiore) trovò dei rivetti navali in ferro e una camera sepolcrale già aperta con frammenti di artefatti in metallo e vetro. I rituali e gli oggetti scoperti erano alquanto inusuali, e all'inizio si ritenne che fossero di epoca vichinga o degli inizi di quella anglo-sassone. Questi ritrovamenti sono ora all'Ipswich Museum.
Nella primavera del 1939 Brown scavò una trincea attraverso il tumulo 1 e scoprì del legno ricollocato e dei rivetti ancora al loro posto della nave funebre. Per tutta l'estate un gruppo condotto da Charles Phillips per l'Office of Works portò alla luce la parte centrale della camera sepolcrale e rimosse il tesoro. Mentre impressionanti tesori in oro e argento emergevano da essa, fu chiaro che ci si trovava davanti a un ritrovamento di una camera sepolcrale risalente al VII secolo e di una qualità decisamente superiore a tutte quelle fino ad allora scoperte. In seguito il tumulo svuotato fu livellato con cespugli e zolle di terreno per proteggerlo. Durante la guerra il corredo funebre fu messo in un magazzino e il sito fu utilizzato come campo di addestramento per veicoli militari. Phillips e i suoi colleghi produssero importanti pubblicazioni nel 1940.
Rupert Bruce-Mitford condusse il gruppo di ricerca di Sutton Hoo del British Museum, che scavò nuovamente e completamente il tumulo 1 tra il 1965 e il 1971 per risolvere alcuni problemi emersi con la prima scoperta. I resti della nave furono nuovamente portati alla luce e ne fu fatto un calco da cui fu creata una copia in fibra di vetro. Il tumulo fu poi riportato al suo aspetto pre-1939. Furono anche determinati i limiti del tumulo 5, mentre Ian Longworth investigò le tracce di attività preistorica sulla superficie originale. Nel frattempo il conservation team del British Museum, guidato da Harold Plenderleith, Herbert Maryon e Nigel Williams, si occupò dell'immane lavoro di analisi scientifica e ricostruzione dei ritrovamenti. Il monumentale e definitivo The Sutton Hoo Ship Burial fu pubblicato in tre volumi nel 1975, 1978 e 1983.
Gli scavi del 1983-1992 furono diretti dal professor Martin Carver dell'Università di York per il Sutton Hoo Research Trust a nome del British Museum e della Society of Antiquaries of London. Il sito fu indagato attentamente tramite nuove tecniche. Il primo strato del terreno fu rimosso nell'area dei tumuli 2, 5, 6, 7, 17 e 18 per stendere una mappa della distribuzione del terreno e per riconoscere le intrusioni; il risultato fu che i tumuli erano stati collocati in accordo con precedenti interventi preistorici e romani, mentre si trovarono anche tombe di vittime di esecuzioni di epoca anglo-sassone successive ai tumuli principali. Il tumulo 2 fu esplorato nuovamente e riportato alla sua supposta forma anglo-sassone. Fu ritrovata una nuova sepoltura non saccheggiata, nel tumulo 17, appartenente a un giovane uomo sepolto assieme ad armi e altri beni, vicino a una tomba separata per il suo cavallo. La pubblicazione di questi lavori fu completata nel 2005.
Una parte sostanziale del cimitero non è stata scavata in tempi moderni, ma è stata lasciata a indagini future con metodi scientifici innovativi.

### Sepolture minori
Il campo contiene circa venti tumuli. Gli scavi del professor Carver hanno stabilito che non era un cimitero aperto a tutti, ma riservato a un gruppo selezionato di individui sepolti con oggetti che denotano ricchezza o prestigio non comuni; la maggior parte di loro era stata cremata, ogni tumulo era stato eretto per commemorare una particolare persona. Questo uso della zona era iniziato nell'ultimo quarto del VI secolo e durò per 50-60 anni fino al primo quarto del VII secolo. Quasi tutte le tombe (i cui tumuli sono stati numerati in base all'ordine con il quale furono scavati) furono saccheggiate.

#### Tombe a cremazione e inumazioni minori
Due tombe a cremazione furono scavate nel 1938. Di queste il tumulo 3 conteneva le ceneri di un uomo e di un cavallo poste su una mangiatoia di legno o una canoa catafalco, insieme a una ascia da lancio con la lama in ferro (un'arma tipica dei Franchi), oltre a oggetti importati dal Mediterraneo orientale, come il coperchio di una brocca in bronzo, un frammento di una placca decorata in miniatura con una Vittoria alata e frammenti di osso decorato da un portagioie di origine simile. L'altro tumulo, il numero 4, conteneva i resti cremati di un uomo e di una donna con un cavallo e forse anche un cane; conteneva inoltre pochi frammenti di pezzi da gioco in osso.
Nei tumuli 5, 6 e 7 Carver trovò tre cremazioni in vasi di bronzo con un gran numero di beni. L'uomo del tumulo 5 era morto per un colpo di un'arma al cranio; con lui erano alcuni pezzi da gioco, piccole cesoie in ferro, una coppa e una scatola d'avorio con coperchio scorrevole erano scampate all'attenzione dei tombaroli. Il tumulo 7 presentava i resti di un'enorme cremazione, in cui cavallo, un manzo, un cervo rosso, una pecora e un maiale erano stati bruciati sulla pira assieme al defunto; i suoi beni comprendevano pezzi da gioco, un secchio con rinforzi in ferro, decorazioni per una cintura per spada e un contenitore per bere. Il tumulo 6, in maniera simile, conteneva il defunto con animali cremati, pezzi da gioco, cintura per spada e pettine; gravemente danneggiato ma di tipologia simile era il tumulo 18.
Durante le esplorazioni effettuate negli anni 1960 allo scopo di definire l'estensione del tumulo 5 furono trovate una cremazione in urna e una senza urna, due inumazioni e un pozzo con un teschio e frammenti di una lamina decorativa. Nelle zone tra i tumuli Carver trovò tre inumazioni arredate, non riconducibili a vittime di esecuzioni: una si trovava sotto un piccolo tumulo e conteneva il corpo di un bambino con una fibbia e una lancia in miniatura; la tomba di un uomo conteneva due fibbie e un coltello, quella di una donna una borsa in cuoio, una spilla con la testa ad anello e una chatelaine.

#### Tumulo 17: la tomba del cavaliere
La più imponente delle sepolture, a eccezione di quella nella nave funeraria, è la tomba di un giovane con il suo cavallo nel tumulo 17. In effetti si tratta di due fosse poste fianco a fianco sotto allo stesso tumulo, non toccate dai tombaroli che avevano scavato in corrispondenza del setto che le divide. L'uomo fu sepolto in una bara di quercia con la sua spada, la cui lama mostra un effetto simile all'acciaio damasco, disposta sul suo fianco destro, con la cintura che la legava alla vita arrotolata intorno alla lama; una fibbia in bronzo con granati incastonati, due ganci piramidali e una fibbia-fodero erano disposti intorno. Vicino alla testa una pietra focaia e un sacchetto in cuoio contenente granati grezzi e un pezzo di vetro millefiori. Intorno alla bara erano due lance, uno scudo, un piccolo calderone e un vaso di bronzo, un paiolo e un secchio rinforzato in ferro. Alcuni ossi di animali costituivano probabilmente un'offerta di cibo. Nell'angolo nord-ovest della tomba dell'uomo c'erano le briglie del cavallo, decorate con placche di bronzo dorato circolari e decorate con una montatura disegnata con perizia. Questi resti sono esposti nell'Exhibition Hall a Sutton Hoo.
Tombe a inumazione contenenti un uomo e un cavallo insieme, a indicare un ruolo di cavaliere, sono noti in Inghilterra e nell'Europa germanica. La maggior parte risalgono al VI secolo o agli inizi del VII. Due furono scavate a Lakenheath, nel Suffolk orientale, mentre un altro ritrovamento risalente al 1820 circa avvenne a Witnesham, vicino a Ipswich; un altro esempio è nel cimitero di Snape,. e ulteriori ritrovamenti si possono dedurre da registrazioni di scoperte di finimenti per cavalli in contesti cimiteriali a Eye e Mildenhall. Il rituale è sufficientemente standardizzato, a indicare che riflette lo status del cavaliere, piuttosto che un suo attaccamento sentimentale al cavallo, il quale era presumibilmente sacrificato per il funerale.

#### Tumulo 14: la tomba a camera di una donna
Questa tomba fu distrutta quasi completamente a seguito di un saccheggio, avvenuto probabilmente durante una forte pioggia; malgrado ciò ha conservato beni di una qualità eccezionalmente alta appartenuti a una donna. Tra questi vi erano una chatelaine, un coperchio per borsa a forma di rene, una scodella, diverse fibbie, e i cardini di un contenitore, tutti in argento, oltre al frammento di un tessuto ricamato.

#### Tumulo 2: la tomba a camera coperta da una nave

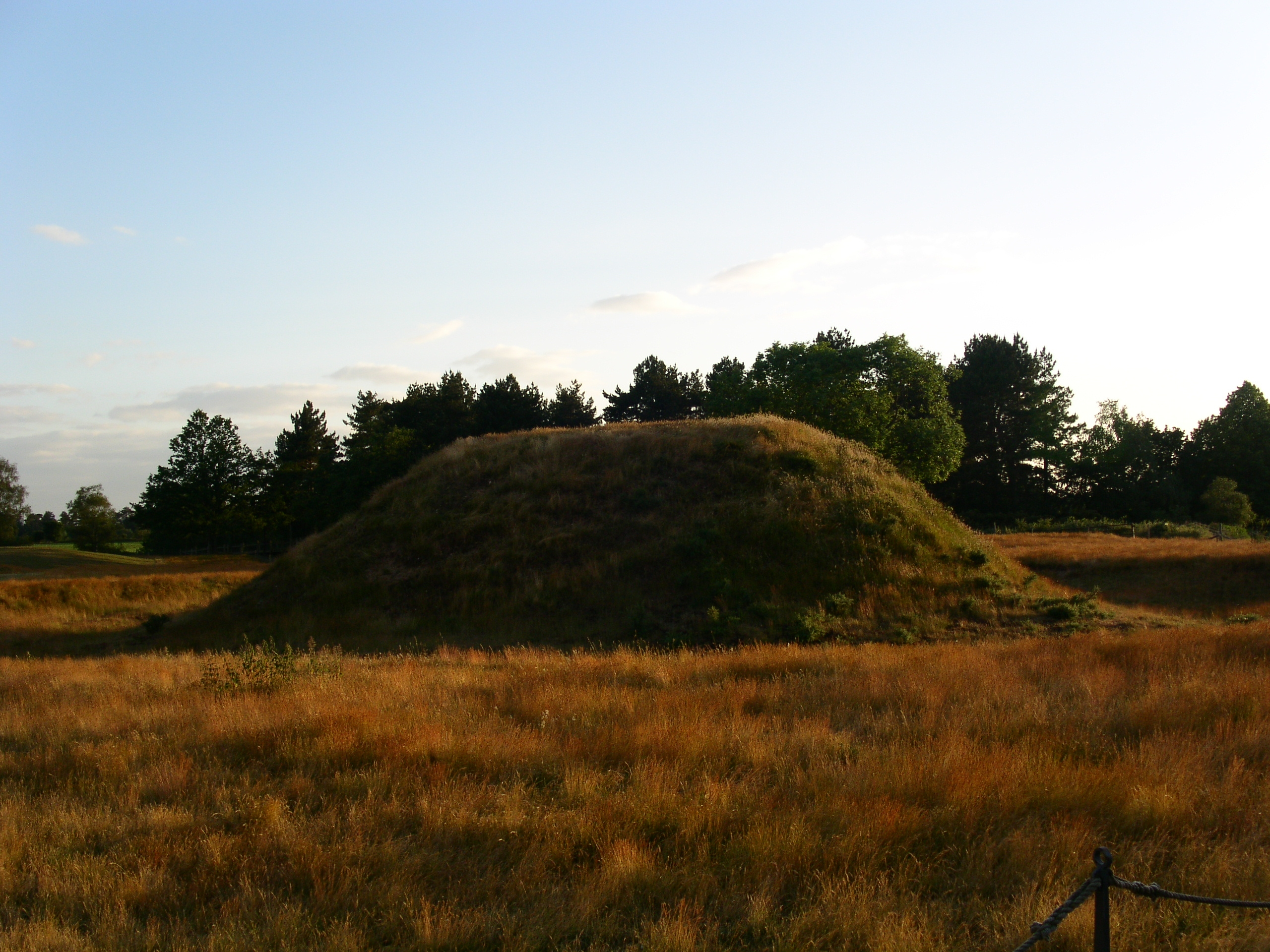
Il tumulo 2 ripreso al tramonto del solstizio d'estate (21 giugno 2006); il tumulo 2 è l'unico tumulo di Sutton Hoo che sia stato ricostruito fino alle supposte dimensioni originali.

Si tratta di una tomba molto importante e molto danneggiata dai tombaroli, scavata nel 1938 da Basil Brown e fu probabilmente la fonte dei tanti rivetti trovati nel 1860. Brown, che aveva trovato rivetti simili dispersi nel tumulo, interpretò la sepoltura come una piccola barca con la poppa squadrata che conteneva la tomba. L'attento scavo e re-investigazione del professor Carver ha rivelato che si trattava essenzialmente di una camera rettangolare ricoperta da assi, lunga 5 m e larga 2 m, posta sotto la superficie del terreno e contenente il corpo e il corredo all'interno. Una nave, probabilmente una versione più piccola di quella ritrovata a Snape o nel tumulo 1, fu disposta sopra la camera, allineata da est a ovest, poi il tutto fu ricoperto dal tumulo erettovi sopra.
L'analisi chimica del pavimento della camera suggerisce la presenza di un corpo nell'angolo sud-occidentale. Il corredo, sebbene frammentario, includeva una coppa in vetro blu con decorazione incisa, come quella di molte tombe a camera inglesi, due dischi in bronzo dorato con decorazione zoomorfa, un fermaglio in bronzo, una fibbia in argento, una borchia ricoperta d'oro proveniente da una fibbia e altri oggetti. Quattro elementi del corredo, oltre alla nave, hanno una stretta relazione con quelli presenti nella nave funeraria del tumulo 1. La punta della lama della spada mostra una decorazione incisa simile alla spada del tumulo 1; le decorazioni ricoperte d'argento dei corni per bere furono fusi dallo stesso calco di quelli del tumulo 1; furono trovati anche due frammenti di decorazione a incastro o placche a forma di drago, probabilmente provenienti da un grande scudo del tipo Vendel, simile a quello del tumulo 1. Sebbene i rituali di sepoltura non furono identici, l'associazione degli oggetti e della nave del tumulo 2 mostra un'immediata connessione tra le due sepolture.

#### Sepolture dei giustiziati
In contrasto con l'elevata condizione sociale deducibile dai corredi delle altre tombe, il cimitero contiene anche un certo numero di inumazioni di tipo differente. Si tratta di persone che morirono di morte violenta; in taluni casi è possibile affermare che siano stati impiccati o decapitati. In molti casi le ossa non si sono conservate, ma una parte importante della storia del sito è stata recuperata durante gli scavi degli anni 1980 con una tecnica speciale: le parti morbide dei corpi hanno infatti lasciato un'impronta nel suolo sabbioso, che è stato laminato durante gli scavi sino a ricomporre le figure dei morti, di cui poi è stato preso un calco.
L'identificazione e lo studio di queste sepolture è stata condotta dal professor Carver; sono stati organizzati due gruppi, uno che si è occupato del tumulo 5, l'altro che ha lavorato oltre i limiti del cimitero a est. Si ritiene che sul tumulo 5 fosse posta una forca, in una posizione estremamente visibile e nei pressi di un guado fluviale di una certa importanza, alla quale erano appesi i condannati a morte. Si è potuto determinare che la forca fosse posteriore alle inumazioni sul tumulo 5 e probabilmente risalenti all'VIII e IX secolo.

### Nave funeraria

#### Nave e camera sepolcrale

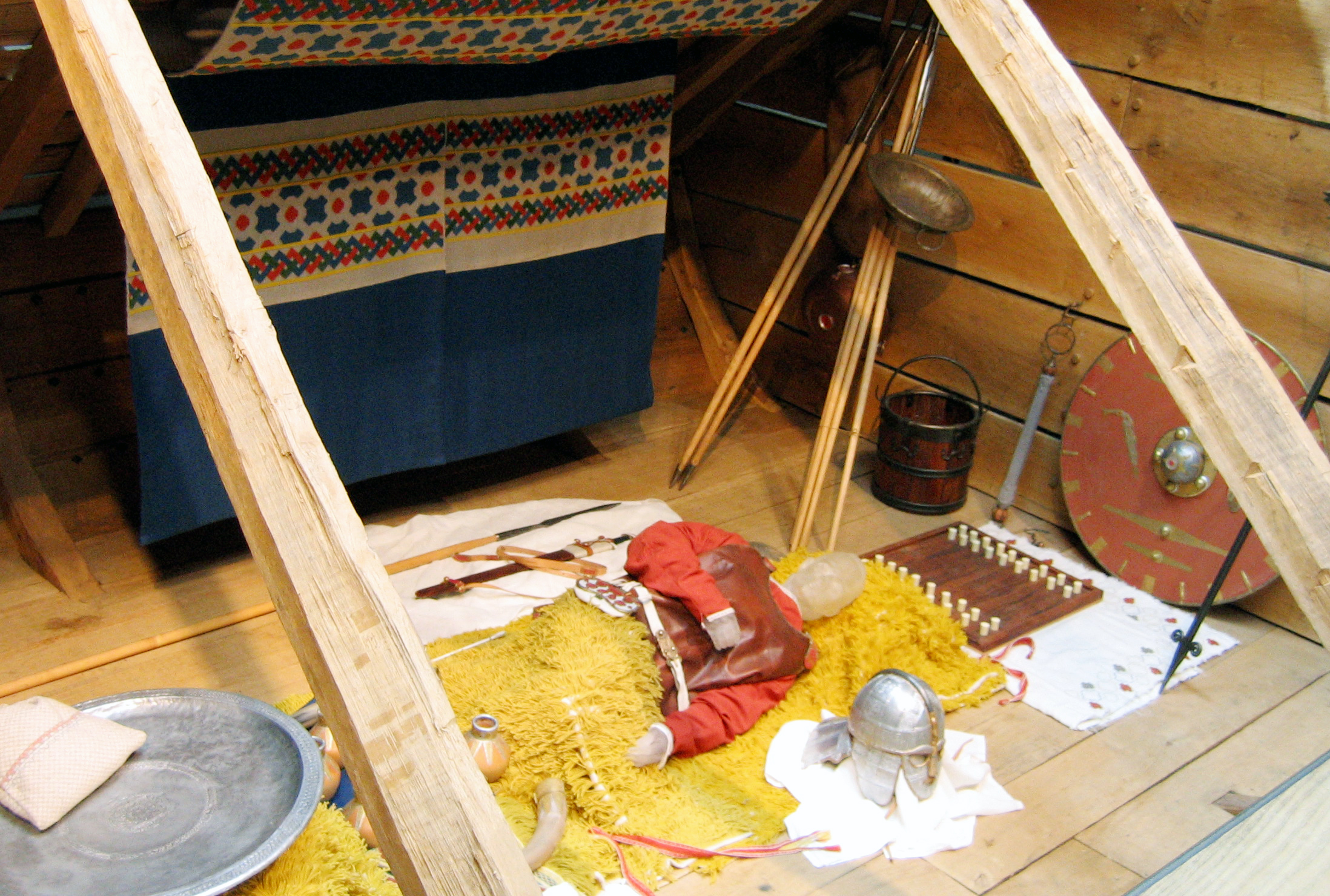
Modello della camera sepolcrale (vista alternativa).

Sebbene nessuna parte lignea originale sia sopravvissuta, lo scavo del tumulo 1 nel 1939 presentava una forma della nave perfetta. Una macchia nella sabbia aveva sostituito il legno, ma aveva anche conservato molti dettagli costruttivi e quasi tutti i rivetti in ferro di congiunzione delle assi erano rimasti nella loro posizione originale; era perciò possibile osservare quello che costituiva una sorta di fantasma della nave originale. Si trattava di un'imbarcazione lunga circa 27 m, con poppa e prua appuntite e rialzate, larga circa 4,4 m al centro e con un pescaggio di circa 1,5 m. Lo scafo era costruito con nove assi per lato a partire dalla chiglia, sovrapposti tra loro e saldati con rivetti. Ventisei telai in legno rinforzavano la struttura all'interno, più numerosi verso la poppa, dove era probabilmente collocato un remo per governare la nave. Erano visibili anche i risultati di interventi di riparazione: si trattava dunque di una nave costruita con maestria per la navigazione, ma senza chiglia sporgente.
Questa imbarcazione in legno di quercia pesante molte tonnellate era stata fatta salire a considerevole distanza dal fiume su per la collina, la prua rivolta verso est, e calata in una fossa preparata in modo che solo le parti superiori della poppa e della prua, alte circa 4 m rispetto al punto più basso dello scafo, si ergessero sopra la superficie del terreno. Il ponte, i banchi e l'eventuale albero presente fu rimosso. Nelle sezioni di prua e di poppa scalmi in legno sagomato a 'Þ' erano visibili sul bordo della nave; se fossero stati originariamente continui lungo tutta la nave, questa avrebbe avuto posto per quaranta rematori, ma erano assenti, o erano stati rimossi, nella sezione centrale, dove la camera sepolcrale era stata costruita. Larga 5,5 m, aveva delle pareti in legno costruite alle due estremità (lo scafo formava le altre due pareti) e un tetto (probabilmente a pendio come una casa) montato sopra.

#### Posizione del corpo e pareti della camera

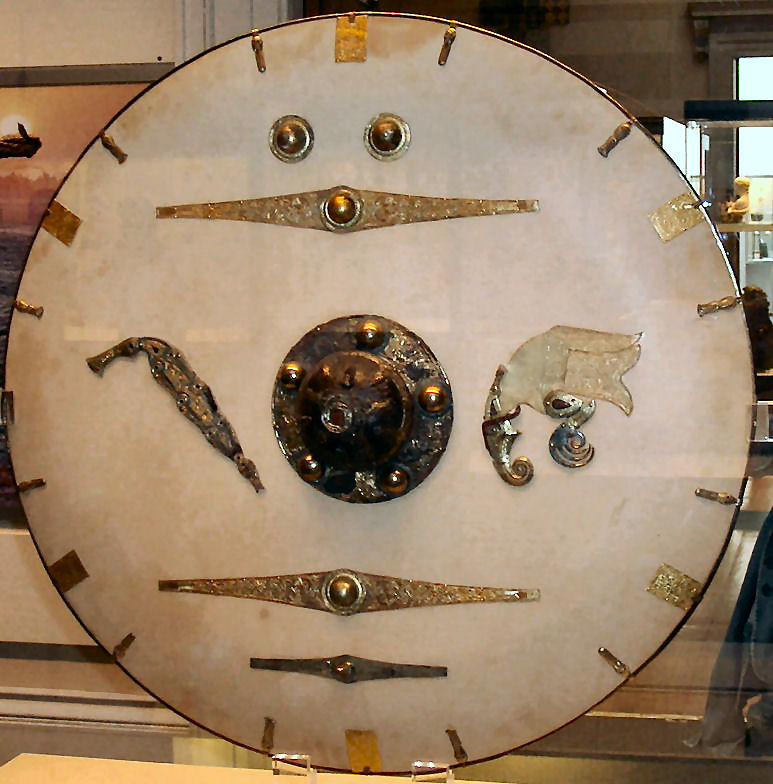
Le decorazioni dello scudo riassemblate.

I ricercatori non trovarono tracce del corpo e inizialmente suggerirono che la sepoltura fosse una specie di cenotafio. La disposizione e il tipo del corredo, aggiunta alla conoscenza del fatto che quel tipo di terreno dissolve le ossa, lasciano però pochi dubbi sul fatto che la tomba includesse originariamente il corpo, posto al centro della camera con i piedi orientati a est. Un'analisi dei contenuti di fosforo indicò la presenza di grosse concentrazioni di questo elemento nell'area in cui si suppone fosse disposto il corpo. Molto tempo dopo la sepoltura, forse molti decenni dopo, il tetto collassò all'improvviso sotto il peso del tumulo, comprimendo gli oggetti all'interno uno strato di terra. Il corpo giaceva sopra o all'interno di una struttura in legno lunga 2,7 m circa, o un catafalco o una bara molto ampia (le interpretazioni differiscono). Un secchio in legno con rinforzi in ferro si trovava sul lato sud della struttura, mentre nell'angolo sud-est furono poste una lampada in ferro contenente cera d'api e una piccola bottiglia in ceramica di origine nord-continentale.

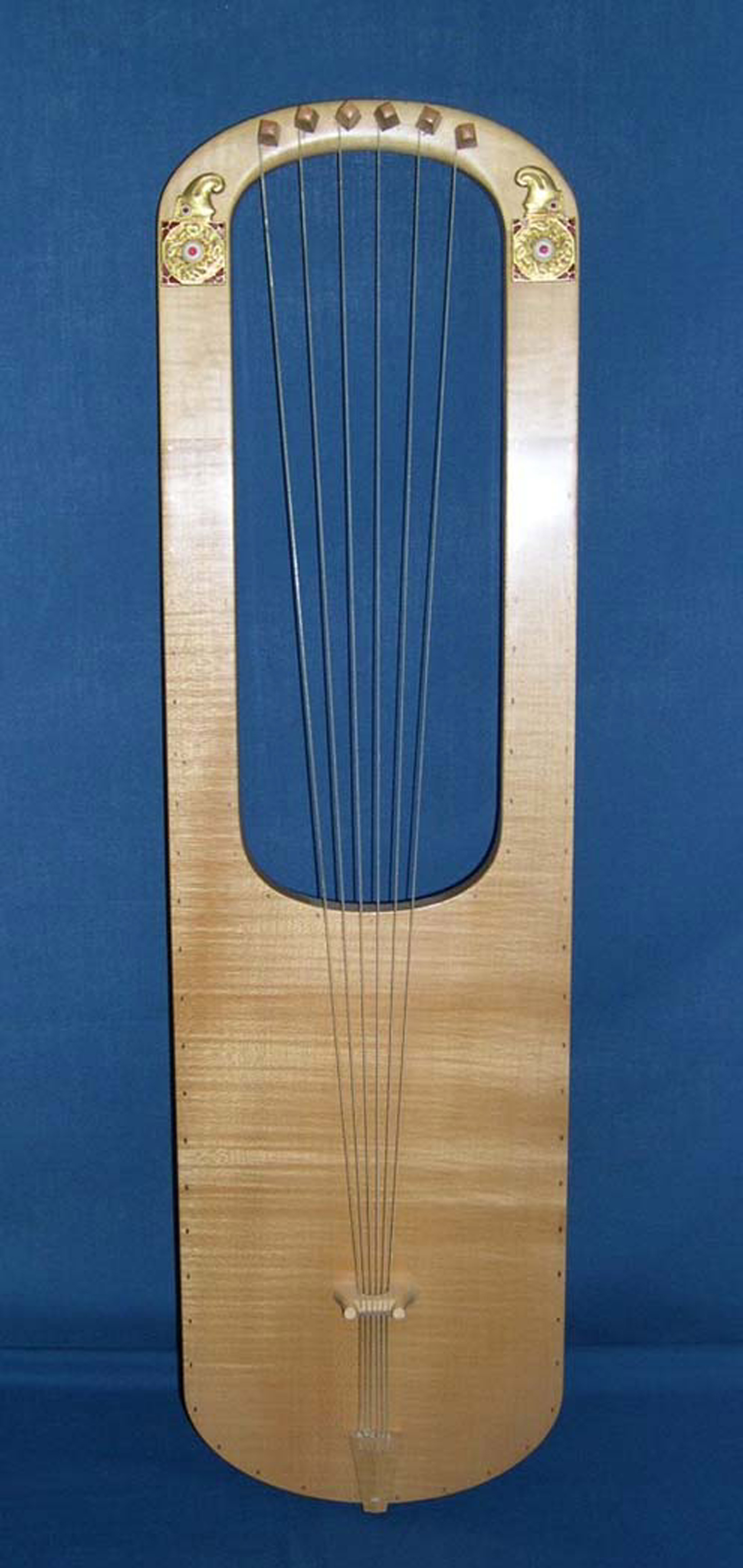
Riproduzione della lira (opera di Messrs Dolmetsch).

Sulla parte interna della parete occidentale, verso cui era disposta la testa del cadavere, si trovavano alcuni oggetti. All'angolo nord-occidentale era disposto un sostegno in ferro con una griglia sulla sommità. Al suo fianco si trovava uno scudo circolare molto grande; L'umbone centrale era decorato con granati e placche sbalzate con decorazioni zoomorfe. La parte anteriore dello scudo recava due grandi emblemi con granati incastonati, uno raffigurante un uccello da preda composto da diversi metalli, l'altro un lungo drago in volo bagnato in oro. Vi erano montate anche strisce a stampaggio con decorazioni animali collegate, per la pressa usata, agli esemplari del precedente cimiterio di Vendel nei pressi di Gamla Uppsala (Svezia). Una campanella, forse per un animale, si trovava vicina. Al centro del muro si trovava una lunga pietra per affilare a sezione quadrata, affilata a entrambe le estremità e scolpita con facce umane su entrambi i lati. Una montatura ad anello con sopra una figurina di un cervo con le corna era fissata sulla parte superiore del muro, secondo una teoria a ricordare uno scettro consolare tardo-romano; questo scettro ha dato origine a una serie di ipotesi, alcune delle quali fanno riferimento alla possibilità di un significato particolare del cervo nella mitologia anglo-sassone. Più a sud si trovava un secchio in legno rinforzato in ferro, uno dei molti nella tomba. Nell'angolo sud-occidentale era presente un gruppo di oggetti alcuni dei quali erano forse appesi alla parete della camera, ma che furono trovati compressi assieme. Quella inferiore era una coppa in bronzo coptica o comunque proveniente dal Mediterraneo orientale, decorata con figure di animali, molto deformata. Sopra di questa era una lira anglosassone a sei corde in una borsa di pelle di castori, di un tipo germanico trovato nelle tombe anglosassoni e nord-europee di persone agiate in questo periodo. Sopra a tutto era una coppa da appendere a tre ganci, molto grande e notevolmente decorata, di produzione insulare, con uno champlevé in smalto vetroso e incastonature in millefiori recanti una decorazione a spirale e motivi a croci rosse, con un pesce in metallo smaltato montato su un perno all'interno della coppa in modo che potesse dondolare.
Sulla parete orientale della camera si trovava, nei pressi dell'angolo settentrionale, una vasca in legno di tasso con rinforzi in ferro e un secchio più piccolo al suo interno. Verso sud erano presenti due piccoli calderoni in bronzo, uno globulare l'altro con pareti concave, probabilmente appesi alla parete. Appeso al centro per uno dei manici c'era un grande calderone di bronzo carenato, simile a quello ritrovato nella tomba a camera a Taplow, con rinforzi in ferro e due maniglie ad anello. Nei pressi giaceva una catena lunga quasi 3,5 m composta da sezioni ornamentali e anelli incisi, per la sospensione del calderone dalle travi di una grande sala. Tutti questi arredi avevano un carattere domestico.

#### Elmo, coppe in argento e cucchiai
Sul lato sinistro della testa, disposta verso occidente, era collocato l'elmo crestato e dotato di maschera, racchiuso da alcuni panni. Con i suoi pannelli istoriati e montati ricorda da vicino gli elmi dei cimiteri di Vendel e Valsgärde, nella Svezia orientale, sebbene si differenzi da questi per avere la calotta composta da un unico pezzo, a differenza dunque degli elmi di tipo spangenhelm, e per la maschera. Sebbene simile ai modelli svedesi, si tratta di un pezzo di qualità superiore: gli elmi costituiscono ritrovamenti molto rari, e nessun altro esemplare ritrovato in Inghilterra è di questo tipo, con pannelli raffiguranti scene guerriere, con l'eccezione di un frammento dal cimitero di Caenby, Lincolnshire. L'elmo arrugginì nella tomba e fu rotto in molti frammenti a seguito del collasso del tetto della camera.
Alla destra della testa si trovavano, rovesciate, dieci coppe d'argento, disposte l'una dentro l'altra; si tratta di coppe provenienti probabilmente dall'Impero romano d'Oriente e risalgono al VI secolo. Sotto di esse si trovavano due cucchiai d'argento, anch'essi forse da Costantinopoli, con i nomi degli apostoli. Un cucchiaio ha un'incisione in niello in lettere greche con il nome PAULOS, "Paolo"; l'altro cucchiaio, dello stesso tipo, fu modificato utilizzando le convenzioni per le lettere di un incisore di monete franco, in modo che vi si leggesse SAULOS, "Saulo". Una controversa teoria suggerisce che i cucchiai e forse anche le coppe fossero un regalo battesimale per il defunto, con riferimento alla conversione per la via per Damasco di Paolo di Tarso.

#### Spada, finimenti per la spada e lancia
Sul lato destro del corpo e paralleli a esso giacevano alcune lance, tra cui tre angoni, con le sommità fatte passare per uno dei manici della coppa in bronzo dell'angolo nord-orientale, e vicino giaceva un bastone con una piccola montatura raffigurante un lupo. Più vicino al corpo si trovava la magnifica spada con l'elsa in oro e granati, con la lama (lunga 0,85 m) incisa e inguainata nel fodero. Attaccati a essa e disposti verso il corpo erano i finimenti per la spada e la cintura, con una serie di montature in oro massiccio e distributori dei lacci con ornamenti in granati estremamente intricati.

#### Borsa, fermagli da spalla e "Grande fibbia"

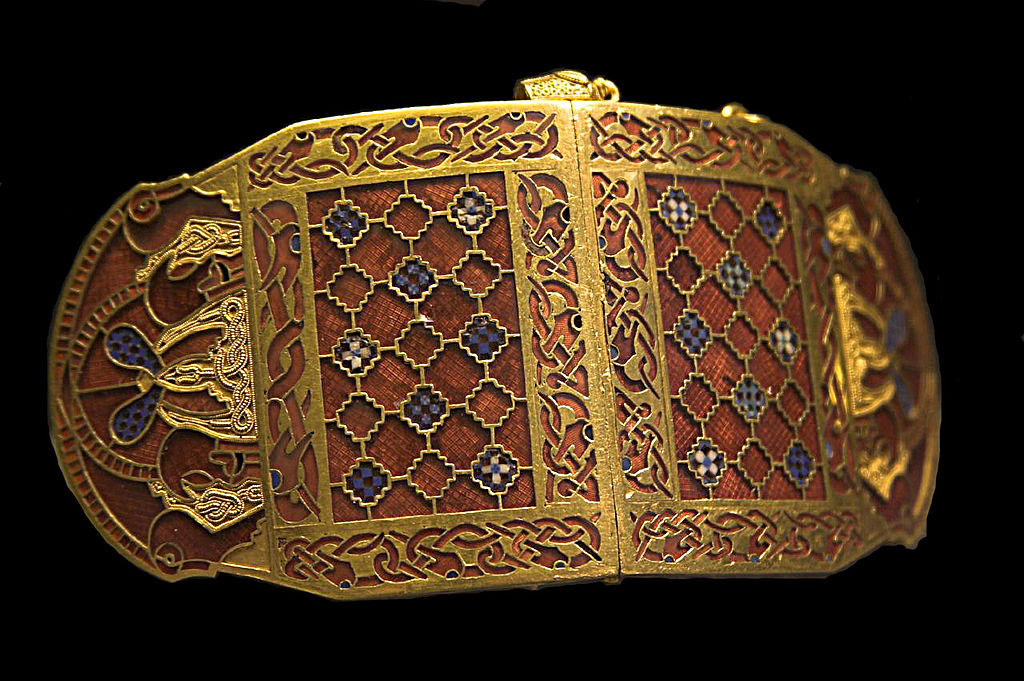
Fermaglio da spalla (vista alternativa), British Museum.

Assieme ai finimenti della spada e alle montature del fodero, gli oggetti in oro e granati trovati nella zona corrispondente alla parte superiore del corpo sono tra le meraviglie di Sutton Hoo. Questi oggetti, di qualità artistica e maestria tecnica eccezionali, formano un complesso coordinato che si ritiene sia stato prodotto su misura per questo personaggio.
Ciascun fermaglio da spalla consiste di due metà curve e combacianti, articolate su un lungo ago amovibile incatenato. La superficie è composta da una scacchiera di pannelli di granati frammisti a millefiori, circondata da un ornamento intrecciato di animali stilizzati e annodati in stile germanico II. Le estremità ricurve dei fermagli contengono granati montati in modo da raffigurare cinghiali intrecciati e bordati in filigrana. Sulla parte inferiore delle montature sono presenti ganci per attaccare il fermaglio a una corazza in cuoio duro: la funzione del fermaglio è quella di tenere assieme la parte anteriore e quella posteriore della corazza, in modo che possa fasciare strettamente il torso, alla maniera romana. La corazza, probabilmente indossata nella sepoltura, non si è conservata. Non sono noti altri fermagli per corazza anglo-sassoni.

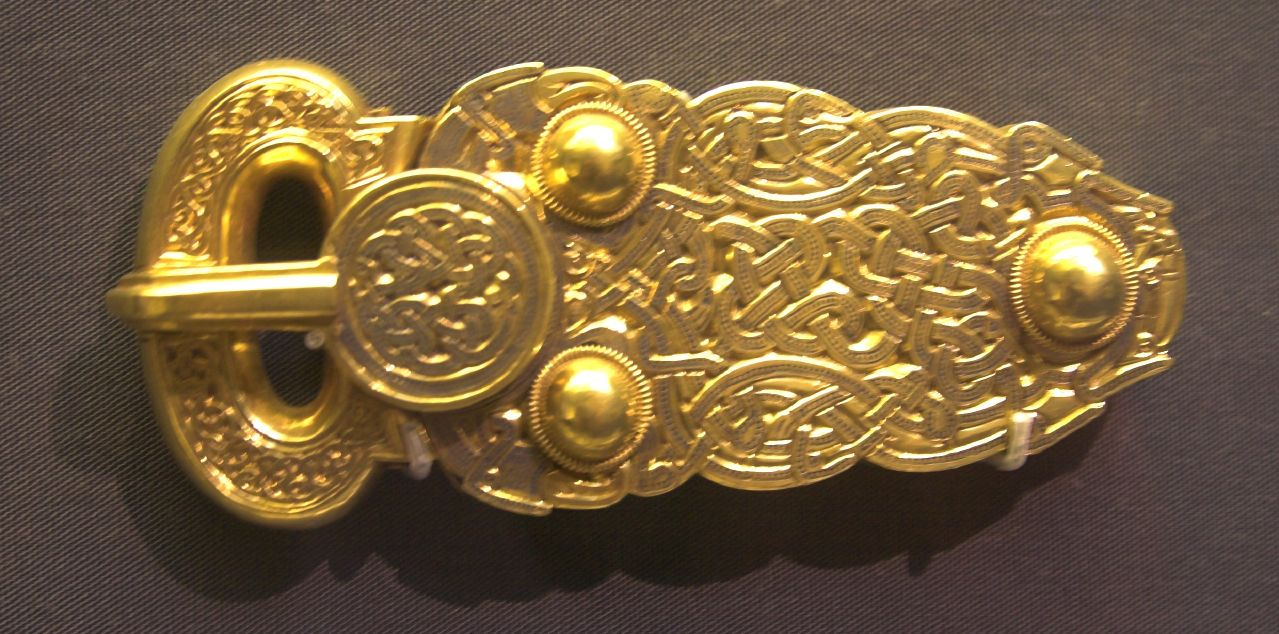
La "Grande fibbia".

La "Grande fibbia" in oro è composta da tre parti. La placca è un ovoide allungato, dal contorno simmetrico a meandri, con ornamento intrecciato di animali stilizzati e annodati in stile germanico II, reso a intaglio. Le superfici in oro sono punzonate con dettagli in niello. La placca è cava e ha una parte posteriore con ganci, che forma una sorta di cavità segreta, forse per custodire una reliquia. Sia il dente che l'anello sono in oro massiccio, decorati e montati con cura. Non sono utilizzati granati in questo oggetto.

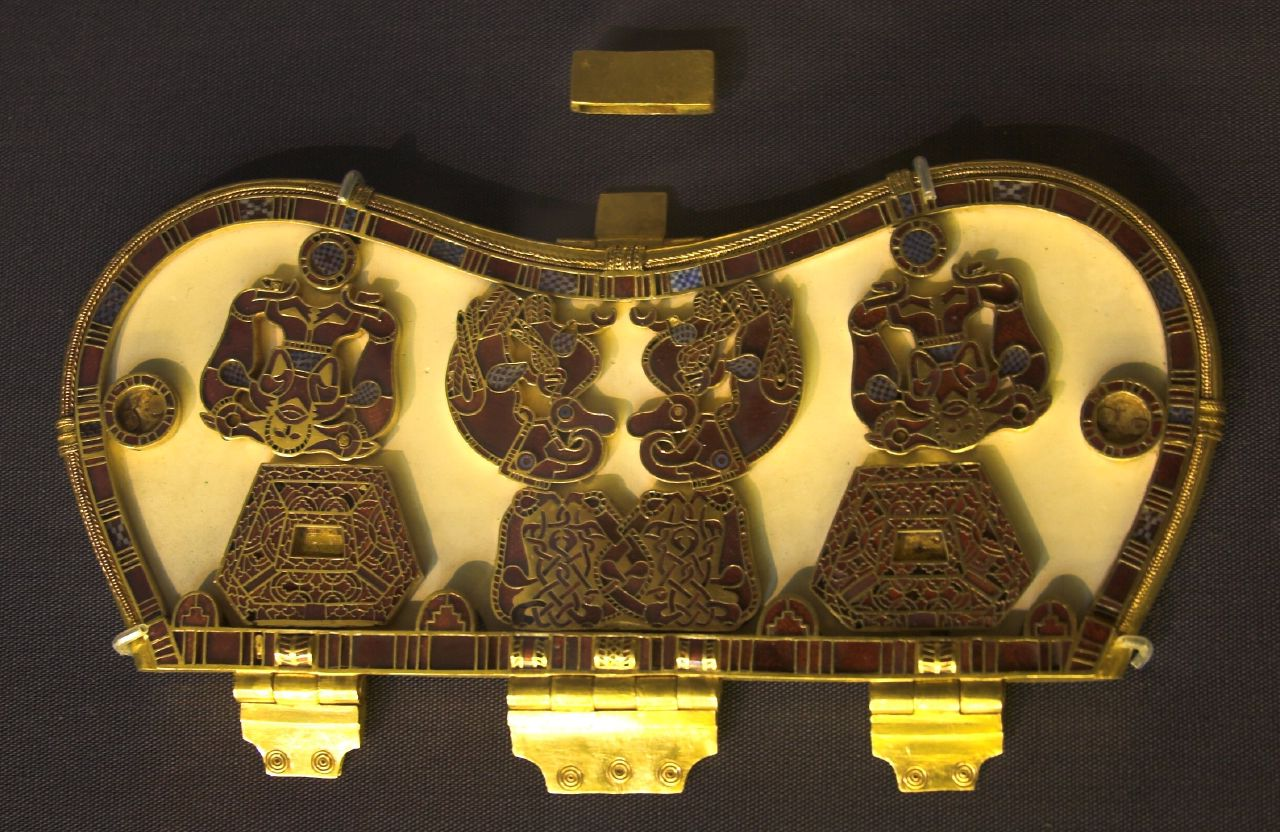
Coperchio della borsa

Un borsello, composto da un coperchio decorato e una sacca in cuoio andata persa, era portato appeso alla cintola. Il coperchio è composto da una cornice a forma di rene che circonda una placca in corno, sul quale sono montate placche decorate da granati che raffigurano coppie di uccelli predatori, lupi che divorano uomini, motivi geometrici e un pannello doppio con cavalli o altri animali con le estremità intrecciate. Queste decorazioni sono derivate dagli ornamenti degli elmi e scudi in stile svedese, ma trasferiti su un supporto molto più piccolo e impegnativo con maestria e senso artistico notevoli. Si tratta dunque del lavoro di un maestro orafo che aveva accesso alle armi da cui trasse ispirazione. Tutti insieme permettevano al loro possessore di apparire come un personaggio di rango imperiale, esprimendo la sua autorità e la sua ricchezza.
All'interno del borsello erano contenuti 37 scellini d'oro o thrymsas, ciascuno coniato da una differente zecca franca, costituenti dunque una collezione; erano anche contenuti tre monete senza incisioni e due piccoli lingotti. Le monete sono state variamente interpretate. Forse erano simili all'obolo dei Romani ed erano destinate a pagare il mitico traghettatore delle anime dell'oltretomba, forse costituivano una sorta di tributo funerario o un'espressione di lealtà. Queste monete forniscono l'indizio principale (ma discusso) per la datazione della sepoltura al terzo decennio del VII secolo.

#### Corni per bere, argenteria e tessuti
Nell'area corrispondente alla parte inferiore della gambe del feretro furono disposti diversi contenitori per bere, tra cui un paio di corni per bere realizzati con corna di uro (una specie di buoi selvatici continentali estinti in epoca medioevale), i cui bordi avevano delle montature stampate a matrice e dorate, uguali per i due corni, che mostrano uno stile e un disegno molto simili alle decorazioni dello scudo, e perfettamente simili a quelli dei corni provenienti dal tumulo 2; queste montature hanno chiari paralleli nei lavori in metallo provenienti dal cimitero di Vendel. Nella stessa zona si trovava un corredo di coppe in legno d'acero con bordi simili e alcuni tessuti ripiegati sul lato sinistro.

## Nei media
Nel 2021 è stato distribuito il film La nave sepolta (The Dig) che narra le vicende della scoperta e degli scavi.